# Peter Simon (Schauspieler, 1943)
Peter Simon (* 27. September 1943 in New York) ist ein US-amerikanischer Schauspieler.
Simon ist vor allem bekannt aus der US-Soap Springfield Story. Dort spielte er Dr. Ed Bauer von 1981 bis 1984, 1986 bis 1996 und von 2002 bis 2004. Für diese Rolle wurde er 1994 für einen Emmy und 1993, 1994 und 1995 für den Soap Opera Digest Award nominiert.
Peter Simon hat mit seiner ersten Frau Merle Louise drei Kinder. Seit 1975 ist er mit der Schauspielerin Courteney Sherman verheiratet. Das Paar hat ein gemeinsames Kind.